# Aru (stato)
Il regno di Aru (in lingua aceh: Haru) fu un regno esistito nell'attuale isola di Sumatra in Indonesia, tra il 1225 ed il 1613. Esso era collocato nella costa orientale di Sumatra e fu per diversi secoli la principale potenza dell'area, in particolare in campo marittimo dal momento che esso controllava anche lo stretto di Malacca molto più a nord.
Il regno enne fondato dal popolo dei Karo. La popolazione nativa praticava l'animismo e l'induismo. Nel corso del XIII secolo, l'islam iniziò ad essere praticato insieme alle religioni già esistenti. La capitale di Aru era posta nei pressi dell'attuale città di Medan.

## Il territorio
Tradizionalmente, il regno di Aru viene fatto combaciare con lo stato che gli fu poi successore, il sultanato di Deli, incentrato attorno alla città di Medan, come suggerito dallo storico orientalista inglese Richard Olaf Winstedt. Ad ogni modo lo storico olandese Groenveldt, ha suggerito che tale regno avesse la capitale molto più ad est, nei pressi dell'estuario dei fiumi Barmun e Panai, nell'attuale reggenza di Labuhan Batu, e che era connesso al regno di Pannai. Gilles ha suggerito che la capitale potesse trovarsi presso il porto dell'attuale Belawan, mentre secondo altri storici si trovava presso l'estuario del fiume Wampu, nell'attuale reggenza di Langkat.
I siti archeologici di Medan Marelan, e Benteng Putri Hijau sono stati connessi al regno di Aru.

## Storia
Le prime testimonianze storiche circa l'esistenza del regno di Aru fanno riferimento ad una cronaca cinese datata all'epoca della dinastia Yuan (fine del XIII secolo). Un'altra fonte importante è il Yingya Shenglan (1416), di mano cinese, risalente al periodo della dinastia Ming. Il regno di Aru è menzionato anche in due registri giavanesi, il Nagarakretagama (1365) ed il Pararaton (c. XV secolo). Gli Annali malesi menzionano Aru come uno dei regni influenti della regione, il cui prestigio rivaleggiava con il regno di Pasai e col sultanato di Malacca. La cronaca portoghese Suma Oriental, scritta all'inizio del XVI secolo, menziona Aru come regno prospero.

### La formazione del regno

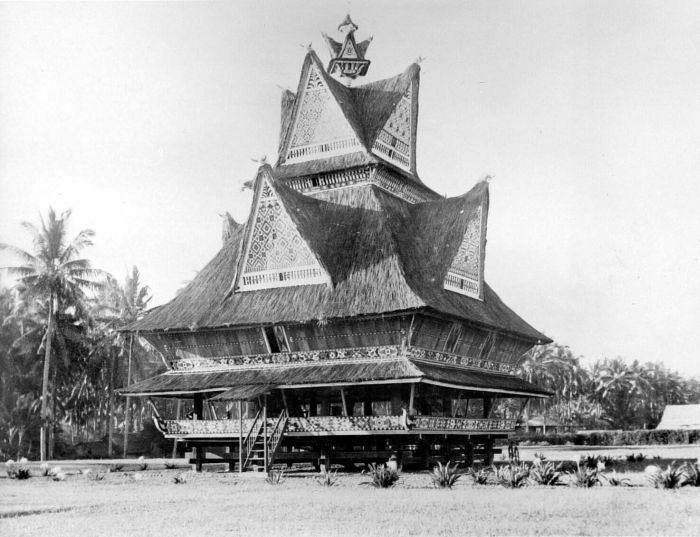
Un'abitazione tradizionale del popolo Karo. La popolazione del regno di Aru era diretta discendente dei Karo

La popolazione del regno di Aru era discendente con la tribù nativa dei Karo, teoria supportata anche dall'etimologia molto simile del nome del territorio nei nomi "Aru" o "Haru" e "Karo".
Il sito archeologico di Benteng Putri Hijau, un'antica fortezza posta nei pressi dell'attuale Medan, ha mostrato diverse tracce di quest'antica cultura che spaziano dal XII al XVII secolo. Il forte era una struttura tipica della zona per difendere un villaggio dalle continue ed incessanti guerre tribali che infestarono l'area per diverso tempo. Sono stati trovati sul sito diversi artefatti delle epoche indicate tra cui oggetti in pietra, ceramiche cinesi, monete del sultanato di Aceh e altri oggetti metallici. Venne ritrovato anche il frammento di una linga nel vicino sito archeologico di Sukanalu, il che suggerirebbe al fatto che la popolazione del regno avesse aderito sia all'animismo nativo che all'induismo prima che l'islam penetrasse nella regione.

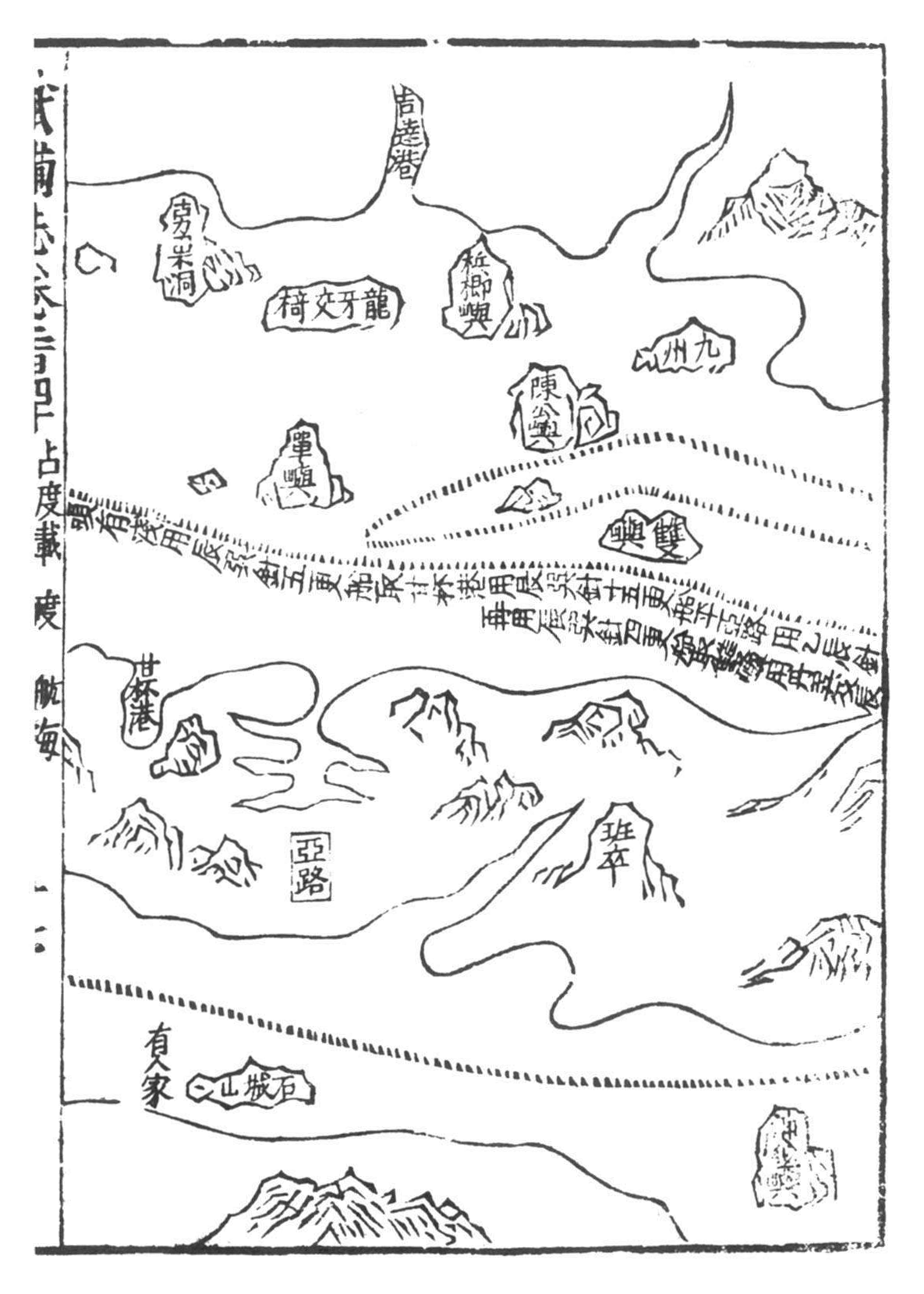
La mappa di Mao Kun che mostra parte dell'isola di Sumatra ed il regno di Aru in basso (亞路)

Il regno di Aru è menzionato anche in una cronaca cinese della dinastia Yuan. Secondo questa fonte, nel 1282 Kublai Khan chiese che Aru si sottomettesse alla sovranità della Cina e Aro rispose inviando dei tributi alla corte Yuan nel 1295. Ad ogni modo, Marco Polo, non fece menzione di Aru quando visitò gli otto regni di Sumatra nel 1292.
Il regno di Aru è menzionato in due fonti giavanesi del XVI secolo circa. Secondo il [Pararaton], il regno di Aru era tra le entità politiche che Gajah Mada intendeva unire sotto la sovranità di Majapahit nel suo giuramento di Palapa. Nel 1339 una spedizione giavanese attaccò diversi stati costieri di Sumatra; per quanto non riuscì a catturare Samudera Pasai, la spedizione giavanese riuscì a prendere il controllo di Aru e Pane (Pannai). Il Nagarakretagama (1365), canto 13, menziona Aru come uno dei vassallidei Majapahit a Sumatra.
Secondo il Hikayat Raja-raja Pasai e gli Annali malesi il regno di Aru venne islamizzato da Nakhoda Ismail e dal fachiro Muhammad; questi convertirono alla fede del Corano anche Merah Silu, il primo re di Samudera Pasai a metà del XIII secolo. Secondo lo Yingya Shenglan (1416), un rapporto risalente alla dinastia Ming della Cina, il re di Aru ed i suoi sudditi avevano già da tempo abbracciato l'islam. Dopo il XIII secolo, l'islam iniziò lentamente a prendere piede tra la popolazione locale, pur continuando a sopravvivere l'animismo dei nativi, in particolare nella regione più interna, come pure l'induismo.

### La crescita dello stato

Mappa del sultanato di Malacca; Aru si trova nella costa orientale

La scoperta di alcune teste di pietra d'ispirazione mussulmana nel sito di sepoltura di Kota Rentang suggerisce che l'élite del regno di Aru si fosse convertita all'islam. Queste opere erano realizzate in tufo lavico con scritte in arabo ed in jawi e sono risultate simili a quelle ritrovate ad Aceh ed in altri stati malesi. Numerosi altri artefatti sono stati trovati nel medesimo luogo, inclusi frammenti di ceramica cinese, thailandese e dello Sri Lanka, oltre a monete arabe risalenti ai secoli XIII e XIV. Oltre ad opere di falegnameria ed a pietre lavorate da costruzione, sono stati anche ritrovati dei resti di una nave in legno.
Nel XV secolo, gli Annali malesi menzionano il regno di Aru come uno dei più influenti della regione, il cui prestigio rivaleggiava con quello di Pasai e col sultanato di Malacca. Durante questo periodo il regno era una formidabile potenza marittima che controllava la parte nord dello stretto di Malacca.
Sia la Malacca malese che quella portoghese tramite le loro fonti menzionano diverse divisioni e talvolta anche aperte rivalità tra la minoranza mussulmana della costa e la maggioranza pagana dell'isola, con questi ultimi che erano soliti praticare il cannibalismo. Secondo Afonso de Albuquerque i regnanti locali si servivano di cannibali come boia da esecuzioni per particolari tipi di crimini: "... alcuni sono bolliti, mentre altri sono arrostiti e dati da mangiare a quelle popolazioni che sono come selvaggi e che provengono da un paese chiamato Aru."
Il racconto portoghese Suma Oriental, scritto all'inizio del XVI secolo, menziona Aru come un regno prospero, ricco di riso, carne, pesce e vino di palma. Il regno produceva anche canfora, benzoina, oro, rattan, miele e schiavi. Secondo il Suma Oriental, Aru aveva il controllo di un villaggio nella terra di Arqat dove si trovava un grande mercato degli schiavi che si teneva in date precise alcuni mesi l'anno. Molte persone vi si portavano per comprare schiavi, mentre altri vi si portavano per comprare la libertà ai loro parenti ed evitare così che venissero venduti come schiavi. L'area costiera di Aru era infestata da predoni Celates.
Duarte Barbosa (1480–1521) scriveva nel 1516 che il regno di Aru era governato da cannibali aderenti al paganesimo. Due decenni dopo, Mendes Pinto menzionò pure la presenza del popolo degli "Aaru" sulla costa nordorientale di Sumatra.

### Il declino

La conquista di Iskandar Muda da parte del sultanato di Aceh, 1608–1637. Il regno di Aru venne sconfitto ed annesso a quello di Aceh nel 1613

Aru iniziò ad indebolirsi a partire dal XVI secolo, coinvolto nelle rivalità regionali tra le principali potenze dell'epoca, costituite dalla Malacca portoghese e dal sultanato di Aceh. Per l'incessante pressione da parte di Aceh nel XVI secolo la capitale di Aru venne spostata da Kota Rentang, posta sulla costa, a Benteng Putri Hijau. La caduta della città portuale di Kota Rentang nelle mani di Aceh ebbe luogo con tutta probabilità nel 1539. Alcuni storici suggeriscono come tale atto possa aver inflitto un durissimo colpo al regno di Aru come potenza marittima dell'area. L'influenza di Aru venne notevolmente ridotta e cessò di esistere anche come entità politica all'inizio del XVII secolo per una serie di fattori, incluse ovviamente le lotte politiche.
Nel 1564, inoltre, il regno di Aru era stato sconfitto dagli ottomani nel corso della spedizione ottomana ad Aceh. Nel 1613, l'ambizioso e guerrafondaio sultano Iskandar Muda di Aceh, colpì duramente Aru, attaccando direttamente Benteng Putri Hijau. Il regno di Aru venne sciolto ufficialmente nel 1613. Il suo stato successore fu il sultanato di Deli che dal 1632–1669 fu de facto un protettorato del sultanato di Aceh e venne poi conquistato dal sultanato di Siak (1669–1854).